# James Wani Igga

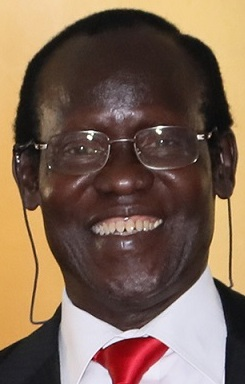
James Wani Igga

James Wani Igga (geb. 1949) ist ein südsudanesischer Politiker. Er war von 2013 bis 2025 einer der fünf Vizepräsidenten des Südsudan. Er war Sprecher der National Legislative Assembly von 2011 bis 2013 und Generalsekretär des Sudan People’s Liberation Movement (SPLM).

## Leben

### Jugend
Igga wurde 1949 geboren. Er wird verschiedentlich als Stammesangehöriger der Bari und Zande bezeichnet und er ist römisch-katholisch. Er studierte Wirtschaft in Kairo.

### Bürgerkriegsjahre
Igga schloss sich den südsudanesischen Rebellen 1985 an und erhielt militärische Ausbildung in Kuba und Äthiopien. Er schaffte einen schnellen Aufstieg in der Sudan People’s Liberation Army (SPLA) und hatte 1987 den Rang eines Majors. Er kommandierte das Shakus Battalion. Im selben Jahr diente er als Zonal Commander von Central Equatoria und als Mitglied der SPLA High Command. Igga war ein respektierter Führer auch unter der Zivilbevölkerung.
Er trat auch als einer der führenden Repräsentanten der SPLA während der Gespräche mit der SPLA-Nasir-Fraktion auf und vertrat John Garang als Leiter der SPLA-Torit Delegation bei Friedensgesprächen in Nairobi im November 1991. 1993 begleitete Igga Garang nach Nairobi zu einem Seminar zur Friedensarbeit im Juni 1993 und nach Kampala zu einem Dialog mit der Nasir-Fraktion, welcher von der Intergovernmental Authority on Development (IGAD) moderiert wurde. Igga kannte Lam Akol, einen der Führer der Nasir seit ihrer gemeinsamen Zeit in dem kubanischen Trainingscamp.
Als Vorsitzender der SPLM Political Affairs Commission begründete Igga das Technical Committee of Intellectuals im Februar 2000. Dieses Committee sollte eine zivile Verwaltung des Südsudan planen.

### Nachkriegs-Politik
Nach der Unterzeichnung des Naivasha-Abkommens (Comprehensive Peace Agreement) 2005, durch welches die Autonome Region Südsudan (حكومة جنوب السودان‎, Ḥukūmat Janūb as-Sūdān; Dinka: Lɔ̈k Bïkrotmac Paguot Thudän) begründet wurde, erhielt Igga die Aufgabe die SPLM von einer strategischen Führungsgruppe Aufständischer in eine politische Partei umzuformen.
Er wurde 2005 als Sprecher der Southern Sudan Legislative Assembly berufen und er blieb in diesem Amt bis zur Unabhängigkeit 2011. Außerdem wurde Igga zum kommissarischen Gouverneur (caretaker governor) des Bundesstaates Upper Nile für die Übergangszeit bestimmt.
Igga verlas die Unabhängigkeitserklärung, als der Sudan geteilt wurde. Er war sodann Sprecher der National Legislative Assembly von 2011 bis 2013.
Präsident Salva Kiir Mayardit ernannte Igga am 23. August 2013 zum Vizepräsident als Ersatz für Riek Machar, den er einen Monat vorher entlassen hatte. Er musste daraufhin als Sprecher zurücktreten. Igga wurde von der National Assembly am 26. August 2013 einstimmig gewählt.
Am 19. August 2020 wurden sechs von Iggas Bodyguards in einem Straßenhinterhalt in Iggas Heimatstadt Lobonok von Rebellen der National Salvation Front (NAS) getötet. Igga war zu dieser Zeit nicht mit diesen Bodyguards unterwegs.
Am 10. Februar 2025 wurde er zusammen mit einem weiteren Vizepräsidenten, Hussein Abdelbagi, von Präsident Kiir entlassen und gleichzeitig wieder zum Generalsekretär der SPLM ernannt.